# Nachal Samar (Judská poušť)
Nachal Samar (hebrejsky נחל סמר) je vádí na Západním břehu Jordánu, v Judské poušti.
Začíná v nadmořské výšce okolo 200 metrů mezi vrchy Katef Tur a Roš Tur na okraji pouštní náhorní planiny. Směřuje pak k východu a okamžitě klesá strmě do příkopové propadliny Mrtvého moře. V kaňonu se nacházejí skalní stupně a několik turisticky využívaných vodopádů. Vádí pak podchází dálnici číslo 90 a ústí do Mrtvého moře cca 4 kilometry severoseverovýchodně od izraelské osady Micpe Šalem. Při ústí do moře se nacházejí prameny Ajanot Samar (עינות סמר), které obklopuje enkláva hustého rákosového porostu.